# Elimia clausa
†Elimia clausa là một loài động vật chân bụng in the Pleuroceridae. Nó là loài đặc hữu của Hoa Kỳ. Nó đã tuyệt chủng.